# 中國反西方情緒
中國反西方情緒自1990年代初以來逐漸增長，其中尤其以中國青年為主。其中使反西方情緒激增的較為突出的事件包括1999年美国轰炸中国驻南联盟大使馆事件、2001年中美撞机事件、2008年西藏騷亂、北京奧運會火炬接力境外群體示威抗議、2021年新疆棉花争议事件等。而近年則主要圍繞著中西方的意識形態衝突與西方國家對中华人民共和国人权上的争议等。
在21世紀初期，根據公共民意調查顯示，多數中國人曾經對美國等西方國家持友好態度。但自中共中央总书记习近平于2012年上台后，尤其是2017年新疆种族灭绝指控、2018年中美贸易战及2019年冠状病毒病疫情爆发之后，中國民族主義被強化，在國内開展如四个自信、中國夢、東升西降等愛國主義教育活動鞏固統一意識形態 ，在海外展開战狼外交，把一些问题的责任全部甩给西方（包括无端指责），都在客觀上使中國人對西方國家的觀感急劇下降。現時，中國人普遍對西方保持負面觀感，懷疑西方國家對中國的動機，中國當局認為這源自百年來西方對中國欺侮的歷史記憶及当今西方国家的一些对华政策。在多倫多大學於2020年4月進行的一項研究中，每5個30歲以下的中國人中就有4個表示他們不信任美國人。
後來隨著中国經濟與市場地位快速提升，即使是移民和留學生民族主義也非常強烈，美國之音報導，中國民族主義正從過去的防衛和屈辱意識，隨著軍力與工業技術力的爆發式發展，思想轉移到擴張與推進的形式，如果不加以控制，民族主义有趨於極端的傾向，那給中國帶來民主反而可能會激化這種情緒，從而導致更大的危害性。

## 历史

### 清朝

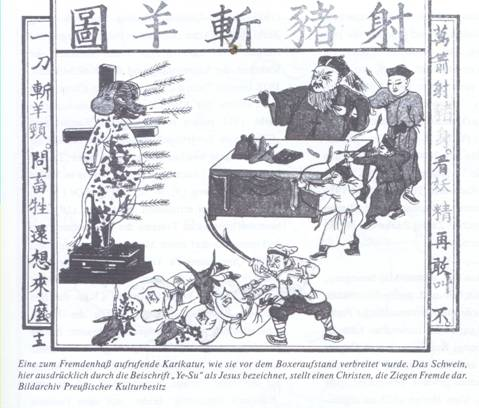
《射猪斩羊图》，绘于1861年

反西方情绪在第一次和第二次鸦片战争以及义和团运动中就有出现。当时拳民袭击西方人，传教士和皈依的基督教的中国人。清朝内部分为了反西方派、温和派以及改革派。在支持义和团运动中，包括了端郡王載漪以及曾带领10000名穆斯林甘军在廊坊阻击战攻击并击退八国联军的清军将领董福祥。

### 国民党反西方主义
中国国民党内部也存在反西方情绪。国民党内部的穆斯林将领白崇禧在广西掀起了反西方的声浪，攻击美国、欧洲和其他外国人和传教士，使该省对外国人来说不再安全。西方人逃离该省并且一些皈依基督教的中国人被视为帝国主义的代理人而被攻击。西方人在街上遭到袭击，其中许多人逃往各自国家的领事馆。该运动的三个目标是反西方、反帝国主义和反宗教。
作为国民党大员，白崇禧以及其他广西大员允许中国共产党继续攻击外国人以及损毁神像。因为他们的共同目标是将列强驱逐出中国，但他们阻止了共产党所发起的社会变革。
白崇禧同时也想将西方势力从中国的其他地方驱逐出去。白崇禧公开表示，宣称中国的中国少数民族正在遭受“外国压迫”。白崇禧号召中国政府和中国人民协助他们把外国人赶出去。他本人效仿左宗棠在陕甘回乱中的领导方式，想带领一支军队远赴新疆夺回新疆的控制权。值得一提的是，白崇禧也是回民中的一员。
国民党中效仿墨索里尼褐衫党的法西斯式的非法军事组织蓝衣社，其反西方以及反共，并表示其日程就是将外国帝国主义（日本和西方）逐出中国，消灭共产主义以及封建主义。除了反共以外，一些国民党成员，包括反美的蔣中正左膀右臂戴笠，他们都想要消除美国的影响。 

## 当代事例

### 1999年北约轰炸中国驻南斯拉夫大使馆
1999年5月7日，北约空军飞机轰炸了中国驻南斯拉夫联盟共和国贝尔格莱德大使馆，造成三名中国公民死亡。美国声称爆炸是使用过时地图造成的事故，但只有少数中国人接受这种解释。 这起袭击引起了广泛愤怒，此次袭击发生后，中国官员将爆炸事件描述为“野蛮行径”和“战争罪”，而在欧洲和美国的中国学生则示威反对“北约法西斯主义”
在中国，数千人参与了北京和其他省会城市的抗议游行，一些抗议者向美国和其他北约国家的外交使团投掷了汽油弹和石块，而在成都的美国领事馆遭到了燃烧弹袭击。

### 2008年中國抵制家樂福
2008年中国抵制家乐福由部分中国大陆网民於2008年4月号召，主题是抵制法国连锁店家乐福超市、反对西藏独立、支持北京奥运。不過民眾抵制的浪潮不受當局肯定，官媒除批判不理性之外，在政府的干涉調停下，家乐福也很快宣佈稱支持京奧，於是銷售也逐漸恢復，抵制潮在五一黃金周無疾而終。中國抵制洋貨運動史上較少針對法國貨，此為較著名的一次。

### 2021年新疆棉花爭議事件
2021年新疆棉花争议事件又称新疆棉花事件、新疆棉花風波、新疆棉風暴，是於2021年3月起在中华人民共和国爆發的抵制事件。事件源于西方国家批评中国建立新疆再教育營和指控新疆出现种族灭绝事件期间，西方媒体政商界指控中国当局在新疆对维吾尔族人民施行“强迫劳动”并发起贸易制裁与抵制。尤其是西方时装品牌（例如瑞典H&M、耐克、阿迪达斯等）因维吾尔人強迫劳动的相關報道和指控而於2020年发布声明稱“不与位于新疆的任何服装制造工厂合作，也不从该地区采购产品或原材料”所引起的一系列争议。不少服裝企業也因相似原因發表過聲明不使用來自新疆的原料或產品。而中華人民共和國官方媒體和民間則指责西方恶意抹黑，并動員挺新疆棉、抵制那些棄用新疆棉花的企業。事件引起一些中國大陸企业退出良好棉花发展协会（BCI），并引发了一场中國抵制洋貨運動。此事件是2012年以來最大規模的抵制运动。

### 2022年美國眾議院議長訪問台灣
2022年8月2日至8月3日，美國民主黨籍政治人物南希·佩洛西在擔任第52任眾議院議長任內率團訪問臺灣，與時任中華民國總統蔡英文等台灣政治人物會面，作為其亞洲之行的一部分。她成為1979年美國與中華民國斷交以來，第二位於任内訪問臺灣的聯邦众议院议长，也是聯邦政府執政黨籍首位訪臺的國會議長。
本次訪問不及20小时，但引起的外交關注和军事行动远超台灣戰後历次外國政要访台。中国大陆当局基於與中華民國的政治對立，稱此次訪問为「窜访台湾」或“窜访中国台湾地区”及简称「窜台」。佩洛西抵台前，中华人民共和国外交部、国防部官员多次警告美國政府，解放军在多个海域演习示威；美國政府则在訪問前後派雷根號航空母艦及的黎波里號兩棲突擊艦等到台灣東部與周邊的菲律宾海护衛。佩洛西抵台后，中共中央台湾工作办公室等多個官方單位相继对此发表声明表达抗议，並觸發中国大陆對台舉行一系列軍事演習。

## 擴展閱讀
- Ssŭ-yü Têng, John King Fairbank.  illustrated, reprint. Harvard University Press. 1979  [2011-05-15]. ISBN 0-674-12025-6.

本作品在其來源國以及其他期限是作者逝世後106年或以下的國家與地區屬於公有領域。